# Fandango Latam
Fandango Latam, anteriormente conhecida como Cinepapaya, é uma empresa peruana que vende bilhetes de cinema online e por dispositivos móveis. Ele também fornece informações sobre o showtime e conteúdo relacionado a filmes. 

## História
O Fandango Latam começou como Cinepapaya em 2012, recebendo financiamento da 500 Startups e do acelerador de startups da Telefonica Wayra. Participou também do programa de aceleração do Start-Up Chile. 
Em 2014, o Cinepapaya recebeu um investimento de 2 milhões de dólares do conglomerado de internet brasileiro Movile. Em maio de 2015, o Cinepapaya foi transacional no Peru, Chile e Colômbia, e serviu conteúdo em 17 países da América do Sul (em maio de 2015), esperando fechar 2015 em 20 países, e então se expandir em outros mercados emergentes. 
Em dezembro de 2016, a Fandango Media comprou o Cinepapaya, por um valor não revelado. O Fandango já havia adquirido a concorrente brasileira da Cinepapaya, a Ingresso, em 2015, e fundiu as duas entidades para criar a Fandango Latam. Em março de 2017, a Fandango anunciou uma nova estratégia de marca para seus ativos na América Latina e, definitivamente, mudou seu nome de Cinepapaya para Fandango Latam.  
Em outubro de 2017, a Fandango adquiriu a MovieTickets.com e conquistou mais fatias de mercado na América Latina. Em outubro de 2018, a Fandango Latam anunciou vários contratos plurianuais com a Cinépolis, Cinemark Theatres, National Amusements e Cinemex, adicionando 5.000 novas telas ao inventário latino-americano da Fandango. Este acordo transformou o Fandango no maior ticker online da América Latina.